# Bohumil Starnovský
Bohumil Starnovský (né le 3 octobre 1953 à Prague) est un pentathlonien tchécoslovaque. Il participe aux Jeux olympiques d'été de 1976 où il remporte une médaille d'argent.

## Palmarès

### Jeux olympiques
- Jeux olympiques de 1976 à Montréal,  Canada
  -  Médaille d'argent dans l'épreuve par équipe[1].